# إبراهيم التلمساني
إبراهيم التلمساني هو باي المدية وحاكم بايلك التيطري ضمن أيالة الجزائر في العهد العثماني. امتد حكمه بين سنتي 1799 و1801 ليخلفه فيما بعد حسن باي. من أهم أعماله غزو قبائل أولاد نايل وببناء الجامع الأحمر بالمدية